# Schafsbrücke

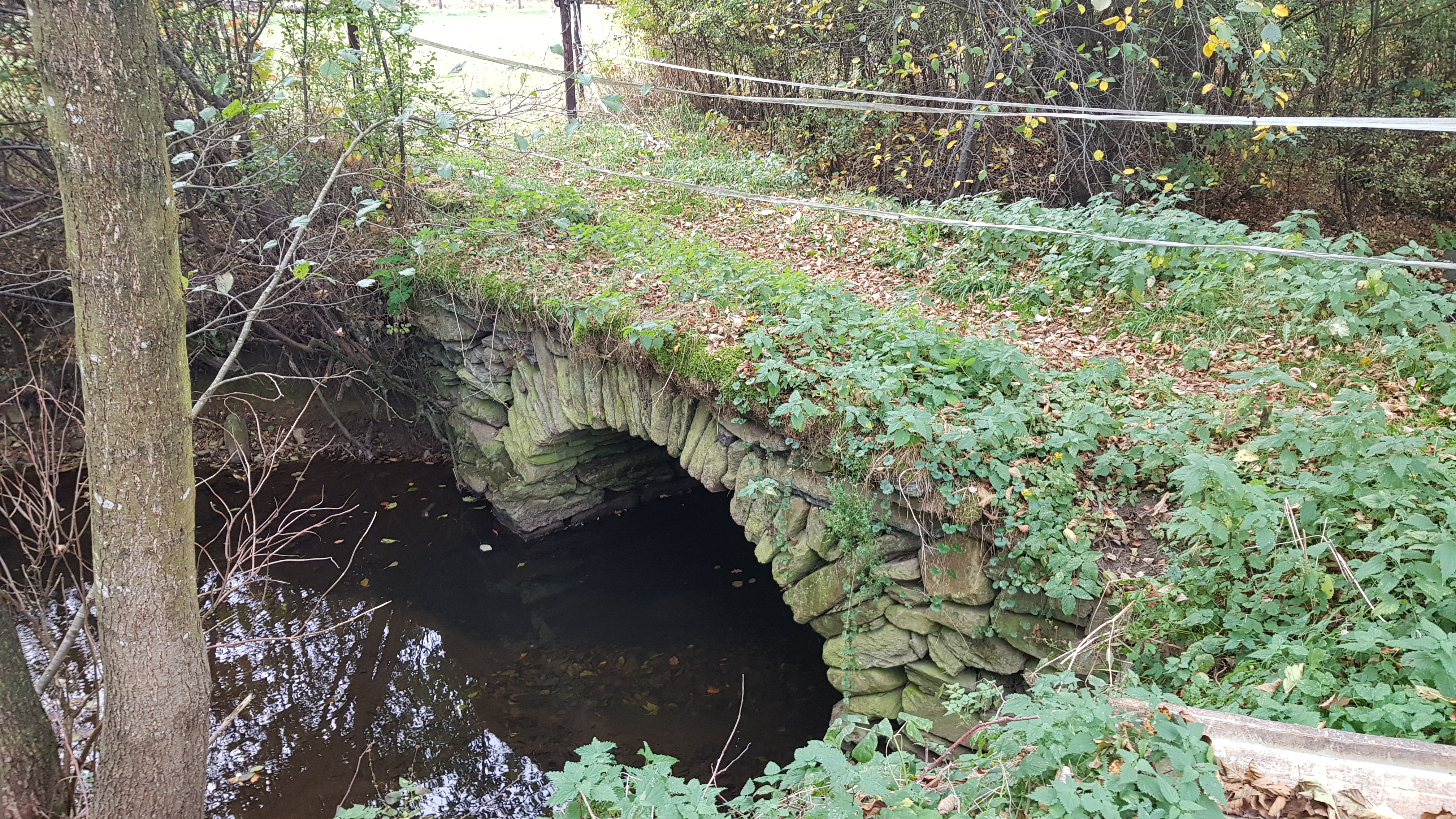
Schafsbrücke

De Schafsbrücke is een brug over de Rechterbach in de gemeente Sankt Vith, nabij Recht, in de Belgische provincie Luik.
Al in 670 werd melding gemaakt van een brug op deze plaats. Wanneer de huidige brug werd gebouwd is niet bekend.
De brug is gebouwd uit brokken grauwacke, waarvan de wigvormige stenen in een gewelfvorm werden gestapeld. Als plaveisel werden platen Rechter Blaustein gebruikt. Deze platen werden echter in de 20e eeuw verwijderd om elders te worden hergebruikt.
De Rechterbach vormde vroeger de grens tussen de heerlijkheid Sankt Vith en het graafschap Salm en er werd tol geheven.
De belangrijke verkeersweg N659, van Kaiserbaracke over Recht naar Poteau en Vielsalm, voerde over de brug, tot in 1906 een nieuwe brug werd gebouwd op enkele meters afstand van de Schafsbrücke. De oude brug werd toen nutteloos voor het verkeer, maar de boeren geleidden vaak hun schapen over de brug naar de westelijke oever, om ze daar in de heidevelden te laten grazen.
In 1995 werd de brug geklasseerd als monument.